# Куштани
Куштани су насељено место у општини Свети Иван Жабно, Копривничко-крижевачка жупанија, Хрватска.

## Историја
До територијалне реорганизације у Хрватској били су у саставу старе општине Крижевци.

## Становништво
У попису становништва из 2011. године, Куштани су имали 116 становника.
| Број становника према пописима | Број становника према пописима | Број становника према пописима | Број становника према пописима | Број становника према пописима | Број становника према пописима | Број становника према пописима | Број становника према пописима | Број становника према пописима | Број становника према пописима | Број становника према пописима | Број становника према пописима | Број становника према пописима | Број становника према пописима | Број становника према пописима | Број становника према пописима |
| ------------------------------ | ------------------------------ | ------------------------------ | ------------------------------ | ------------------------------ | ------------------------------ | ------------------------------ | ------------------------------ | ------------------------------ | ------------------------------ | ------------------------------ | ------------------------------ | ------------------------------ | ------------------------------ | ------------------------------ | ------------------------------ |
| 1857                           | 1869                           | 1880                           | 1890                           | 1900                           | 1910                           | 1921                           | 1931                           | 1948                           | 1953                           | 1961                           | 1971                           | 1981                           | 1991                           | 2001                           | 2011                           |
| 93                             | 89                             | 79                             | 98                             | 95                             | 100                            | 111                            | 130                            | 141                            | 154                            | 143                            | 156                            | 129                            | 129                            | 129                            | 116                            |